# Анна Нетребко
Анна Нетребко (18 септември 1971 г., Краснодар, СССР) е руска и австрийска оперна певица (сопран) от световна величина.

## Биография
Родена е на 18 септември 1971 г. в град Краснодар. Баща ѝ е геолог, а майка ѝ – инженер. Учи в Санктпетербургската консерватория.
След дипломирането следват много изяви в руски оперни театри. През 1995 г. дебютира в Сан Франциско (операта „Руслан и Людмила“ на Михаил Глинка). По-късно пее в Метрополитън опера, оперите в Залцбург, Мюнхен, Лос Анджелис, Лондон (Кралската опера) и много други.
През 2004 г. тя участва в американския филм „Дневниците на принцесата 2“, където играе самата себе си.
През 2006 г. певицата подава молба за получаване на австрийско гражданство, тъй като смята да живее във Виена и Залцбург. Австрия удовлетворява молбата ѝ, като се запазва и руското ѝ гражданство.
През август 2010 г. в конкурса „Новата вълна“ Нетребко пее заедно с Филип Киркоров песента „Голос“, като по този начин въвежда нов в работата си стил: класически кросоувър.
През 2014 г. е рекламно лице на авиокомпанията „Austrian Airlines“.
През февруари 2022 година първоначалните ѝ колебливи коментари срещу Руското нападение над Украйна и предишната ѝ подкрепа за руския президент Владимир Путин предизвикват остри критики и водещи оперни театри започват да отказват ангажиментите ѝ в тях, докато на 30 март тя прави специално изявление, в което ясно се разграничава от Путин. След това руски оперни театри започват да отказват нейни участия.

## Личен живот
През 2007 г. Анна Нетребко се сгодява за баритона от Уругвай Ервин Шрот. През ноември 2013 г., след шест години съжителство, те решават да се разделят.. От връзката им се ражда синът им Тяго Аруа (род. 5 септември 2008 г.).
През 2015 г. във Виена Нетребко се жени за азърбайджанския тенор Юсиф Ейвазов (род. 1977), с когото е сгодена година преди това.
Към 2017 г. Нетребко живее във Виена и Ню Йорк.

## Роли в операта
- Сузана, Сватбата на Фигаро (Волфганг Амадеус Моцарт)
- Царицата на нощта, Вълшебната флейта (Волфганг Амадеус Моцарт)
- Людмила, Руслан и Людмила (Михаил Глинка)
- Памина, Вълшебната флейта (Волфганг Амадеус Моцарт)
- Росина, Севилският бръснар (Джоакино Росини)
- Адина, Любовен еликсир (Гаетано Доницети)
- Микаела, Кармен (Жорж Бизе)
- Момиче цвете, Парсифал (Рихард Вагнер)
- Луиза, Годеж в манастира (Сергей Прокофиев)
- Ксения, Борис Годунов (Модест Мусоргски)
- Нинета, Любовта на трите портокала (Сергей Прокофиев)
- Виолета, Травиата (Джузепе Верди)
- Амина, Сомнамбула (Винченцо Белини)
- Тереза, Бенвенуто Челини (Ектор Берлиоз)
- Джилда, Риголето (Джузепе Верди)
- Илия, Идоменей (Волфганг Амадеус Моцарт)
- Мюзета, Бохеми (Джакомо Пучини)
- Наташа, Война и мир (Сергей Прокофиев)
- Лучия, Лучия ди Ламермур (Гаетано Доницети)
- Церлина, Дон Жуан (Волфганг Амадеус Моцарт)
- Марфа, Царска невеста (Николай Римски-Корсаков)
- Антония, Хофманови приказки (Жак Офенбах)
- Жулиета, Капулети и Монтеки (Винченцо Белини)
- Доня Анна, Дон Жуан (Волфганг Амадеус Моцарт)
- Сервилия, Милосърдието на Тит (Волфганг Амадеус Моцарт)
- Жулиета, Ромео и Жулиета (Шарл Гуно)
- Мими, Бохеми (Джакомо Пучини)
- Норина, Дон Паскуале (Гаетано Доницети)
- Манон Леско, Манон (Жул Масне)
- Елвира, Пуритани (Винченцо Белини)
- Йоланта, Йоланта (Пьотър Чайковски)
- Анна Болейн, Анна Болейн (Гаетано Доницети)
- Татяна, Евгений Онегин (Пьотър Чайковски)
- Жана, Жана Д'Арк (Джузепе Верди)
- Леонора, Трубадур (Джузепе Верди)
- Манон Леско, Манон Леско (Джакомо Пучини)
- Лейди Макбет, Макбет (Джузепе Верди)
- Силва Въреску, Царицата на чардаша (Имре Калман)
- Елза, Лоенгрин (Рихард Вагнер)
- Адриана Лекуврьор, Адриана Лекуврьор (Франческо Чилеа)
- Мадалена дьо Койни, Андре Шение (Умберто Джордано)
- Аида, Аида (Джузепе Верди)
- Флория Тоска, Тоска (Джакомо Пучини)
- Леонора, Силата на съдбата (Джузепе Верди)
- Турандот, Турандот (Джакомо Пучини)
- Елизабет Валоа, Дон Карлос (Джузепе Верди)

## Дискография
- 1997 – Глинка: Руслан и Людмила, Philips
- 1998 – Прокофьев: Обручение в монастыре, Philips
- 2001 – Прокофьев: Любовь к трём апельсинам, Philips
- 2003 – Прокофьев: Избранные произведения, Decca
- 2003 – Оперные арии, Deutsche Grammophon
- 2004 – Sempre Libera, Deutsche Grammophon
- 2005 – Виолетта – Арии и дуэты из „Травиаты“ Джузеппе Верди, Deutsche Grammophon
- 2005 – Верди: Травиата, Deutsche Grammophon
- 2005 – Прокофьев: Обручение в монастыре, Deutsche Grammophon
- 2006 – Моцартовский альбом, Deutsche Grammophon
- 2006 – Русский альбом, Deutsche Grammophon
- 2007 – Дуэты (с Роландом Вильясоном), Deutsche Grammophon
- 2008 – Souvenirs Deutsche Grammophon
- 2008 – Винченцо Беллини: опера „Капулетти и Монтекки“ (Джульетта), Deutsche Grammophon
- 2010 – In The Still Of Night Анна Нетребко и Даниэль Баренбойм. Романсы
- 2013 – Verdi/Верди; Deutsche Grammophon
- 2013 – Britten War Requiem, Deutsche Grammophon
- 2014 – Giovanna d’Arco, Deutsche Grammophon
- 2014 – R. Strauss: Vier letzte Lieder & Ein Heldenleben, Deutsche Grammophon
- 2015 – Tchaikovsky: Iolanta, Deutsche Grammophon
- 2016 – Verismo, Deutsche Grammophon
- 2017 – Romanza, Deutsche Grammophon